# Сокиринці (Чортківський район)
Соки́ринці — село в Україні, у Гусятинській селищній громаді Чортківського району Тернпільської області. До 2020 адміністративний центр колишньої Сокиринецької сільської ради. До села приєднано хутір Якубівка.

## Назва
Відомий дослідник топоніміки Тернопільщини, фольклорист Михайло Крищук подав кілька варіантів походження назви села: 
- від прізвища Сокирко;
- від слова сокирники — княжі воїни, озброєні бойовими сокир;
- від роду занять місцевих мешканців, оскільки, сокирчанами в Прикарпатті називали лісорубів [4]

## Географія
Село розташоване на правому березі р. Збруч (ліва притока Дністра), на межі Тернопільської і Хмельницької областей. Село перетинають три долини — Козакова, Чегнігова, Розчісова. На лівому березі Збруча розташоване однойменне село Хмельницької області, обидва населених пункти до 1772 року були одним великим селом.
Село межує з національним природним парком «Подільські Товтри».

### Місцевості
- Якубівка — хутір, розташований за 3 км на південний захід від села. У 1949 році на хуторі нараховувалося 6 дворів, 23 мешканці[5].

## Історія
Поблизу села виявлено археологічні пам'ятки трипільської і черняхівської культур. Поселення трипільської культури поблизу села виявлене у 1930-х роках. Матеріал (уламки кераміки) зберігається у Львівському історичному музеї.
Вперше село Сокиринці згадується 1 липня 1471 року в книгах галицького суду.
За Австро-Угорщини в селі функціонував фільварок ґрафа Ґолуховського. Селяни вирощували кукурудзу, квасолю, тютюн. Малоземельні мешканці, рятуючись від злиднів, еміґрували на заробітки до Канади. 
Під час першої світової війни Сокиринці майже повністю згоріли.
Протягом 1918—1923 років село відбудувалося. 
1923 року був збудований будинок читальні «Просвіта».
На території Сокиринців були споруджені казарми КОП — «Корпусу Охрони Пограніча» (Korpus Ochrony Pogranicza, польська прикордонна охорона).
Після встановлення у вересні 1939 року радянської влади органи НКВС розстріляли мешканця села Антона Маслія.
Під час німецько-радянської війни загинули або пропали безвісти 39 мешканців села, зокрема:
- Василь Гаврилюк (нар. 1924),
- Антон Гречка (нар. 1912),
- Іван Ільнин (нар. 1913),
- Микола Ільшин (нар. 1899),
- Михайло Ільшин (нар. 1904),
- Володимир (нар. 1926),
- Дмитро Когут (нар. 1908),
- Микола Когут (нар. 1900),
- Василь Лихо (нар. 1904),
- Микола Лойк (нар. 1900),
- Петро Лучка (нар. 1901),
- Антон Мазур (нар. 1905),
- Микола Мелько (нар. 1919),
- Петро Олищак (нар. 1906),
- Василь Остапишин (нар. 1926),
- Петро Пазин (нар. 1919)

У 1947 році населення Сокиринців значно скоротилося. Спочатку це було спричинено війною, що два роки тому закінчилася, репресії, а також й голод, влаштований народам СРСР комуністичною владою у 1946—1947 роках.
12 червня 2020 року, відповідно до розпорядження Кабінету Міністрів України № 724-р «Про визначення адміністративних центрів та затвердження територій територіальних громад Тернопільської області» увійшло до складу Гусятинської селищної громади.
19 липня 2020 року, в результаті адміністративно-територіальної реформи та ліквідації Гусятинського району, село увійшло до складу новоутвореного Чортківського району.

## Релігія
- церква Введення в храм Пресвятої Богородиці (1921, згоріла 1944, відбудована 1989, мурована, УГКЦ).

## Пам'ятники
- пам'ятник Тарасу Шевченку (1915; знищений російськими вояками).
- Символічний курган-могила «Борцям за волю України» — воякам УПА, полеглим у 1945—1946 роках.

## Населення
| 801 | 870 | 669 | 793 | 218 | 200 |

У 2024 році у селі проживало 100 осіб. "Недавно переписала усі жилі будинки. Є 43 хати і 100 людей в селі. А в 1931 році в нас було 137 дворів і 863 людини жили в селі".

### Мова
Розподіл населення за рідною мовою за даними перепису 2001 року:
| Мова       | Кількість | Відсоток |
| ---------- | --------- | -------- |
| українська | 253       | 100%     |

## Соціальна сфера
Діяли філії товариств «Просвіта», «Сокіл», «Луг» та інших організацій.
Стараннями місцевого мешканця Володимира Змрочка організовано аматорський театральний гурток.
Нині у Сокиринцях повноцінно працюють сільська рада, ФАП, будинок культури, бібліотека.

## Відомі люди

### Народилися
- Дмитро-Михайло Ільчишин (1902—1983) — редактор, агроном, громадський діяч у Канаді;
- Віталій Мостовий (нар. 1949) — економіст, громадський діяч;
- Михайло Семанців (псевда: Тарантеля, Михайло Смит, Михайло Синьооверголець, Драпак; 1889–?) — канадський письменник українського походження, фейлетоніст, громадський діяч.

## Галерея

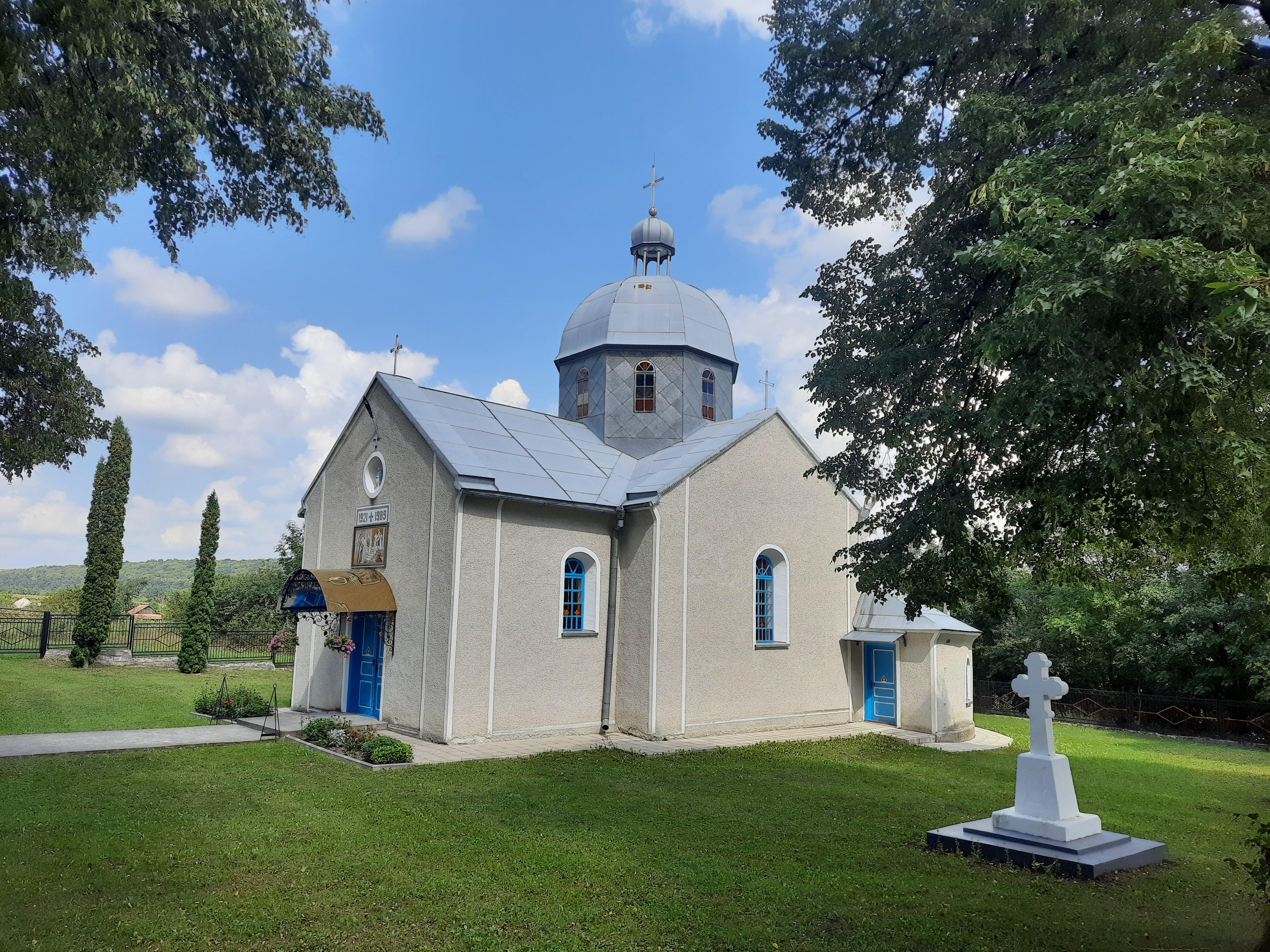
Церква Введення в храм Пресвятої Богородиці ( 1921 -1989)
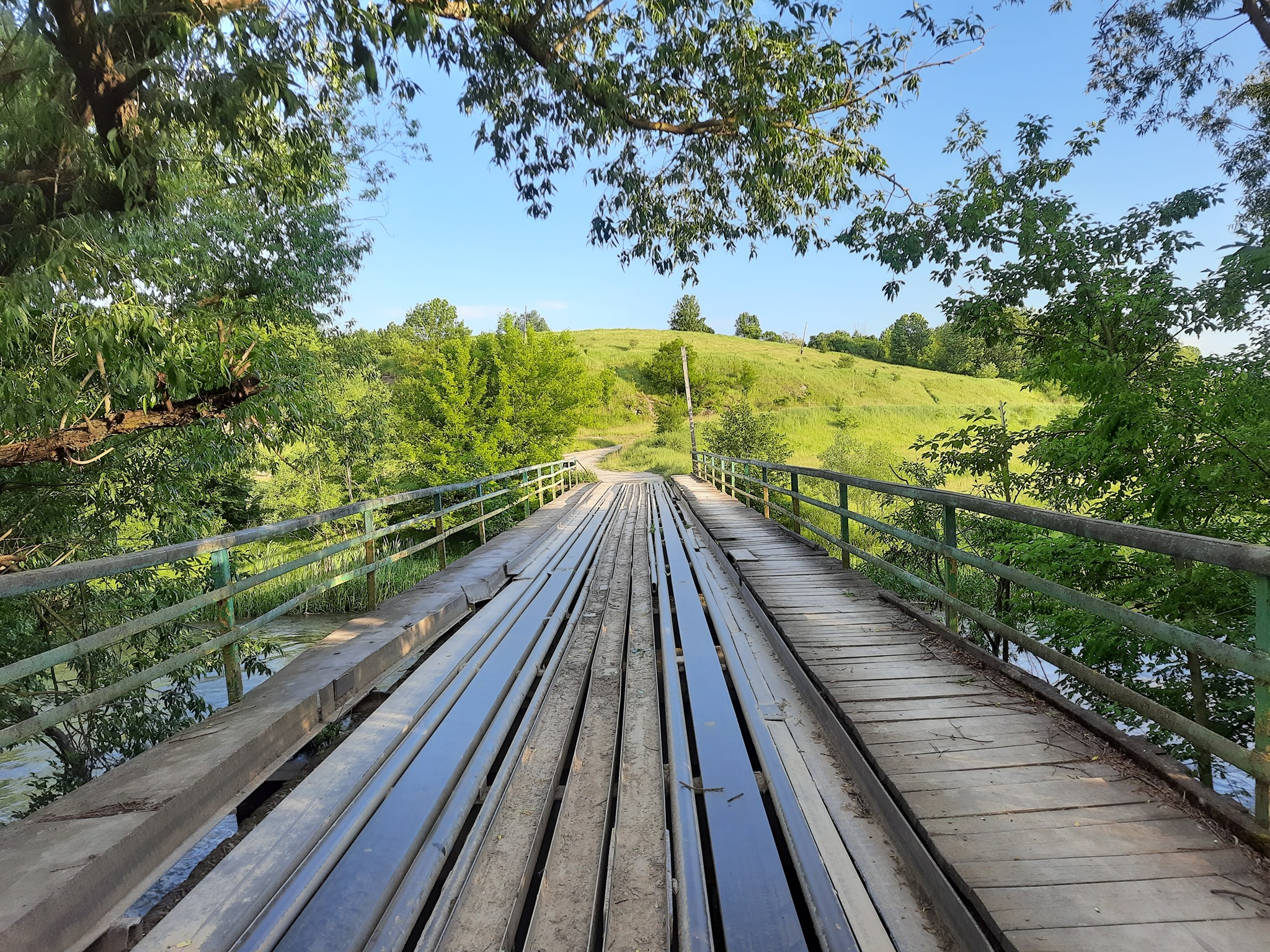
Міст через Збруч
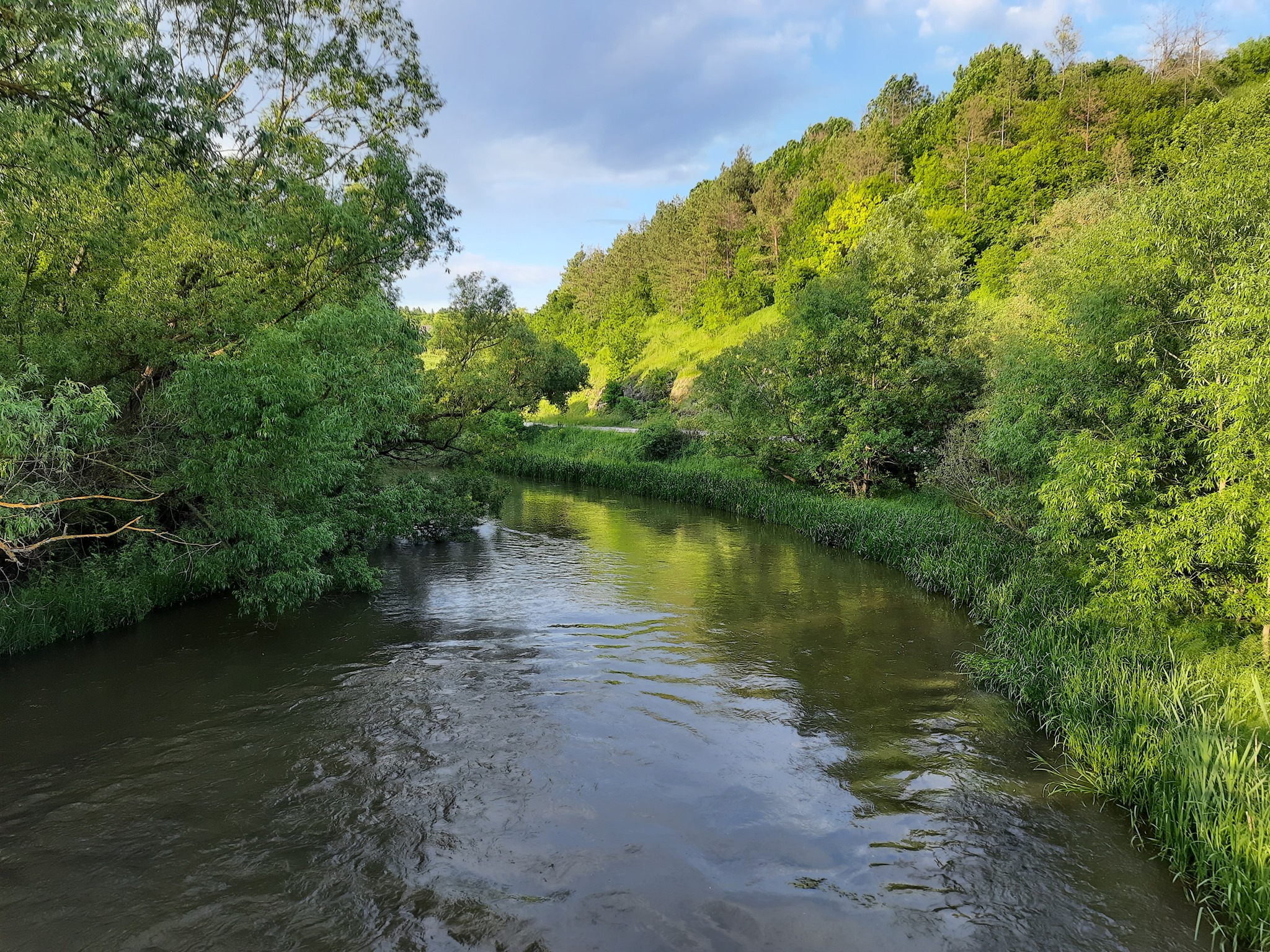
Збруч біля Сокиринців